# SGNL 05
SGNL 05 è un EP pubblicato dagli Isis che consiste in un prolungamento del loro album di debutto Celestial, pubblicato nel 2001 presso la Neurot Recordings. Contiene il remix di Celestial, la title track del precedente album, eseguito da Justin Broadrick.

## Tracce
Tutte le canzoni sono scritte dagli Isis.
1. SGNL>05 (Final Transmission) – 2:52
2. "Divine Mother (The Tower Crumbles)" – 9:16
3. "Beneath Below" – 4:54
4. "Constructing Towers" – 8:24
5. "Celestial (Signal Fills the Void)" – 10:22
  - Remix di Justin Broadrick

## Formazione

### Membri della band
- Jeff Caxide – basso
- Aaron Harris – batteria
- Michael Gallagher – chitarra
- Bryant Clifford Meyer – sintetizzatori
- Aaron Turner – chitarra, voce e arti grafiche

### Altro personale
- Matt Bayles – registrazione, mixaggio e produzione
- Justin Broadrick – remixaggio e produzione aggiuntiva
- Dave Merullo - masterizzazione